# Джеббиа, Джеймс
Джеймс Джеббиа (англ. James Jebbia; род. 22 июля 1963) — английский бизнесмен и дизайнер одежды. Джеббиа известен, как основатель магазина скейтбордов и бренда одежды Supreme.

## Ранняя жизнь
Джеймс родился 22 июля 1963 года в городе Нью-Йорк, США.
В возрасте 1 года Джеймс со своей семьёй переехал в Кроли, Западный Суссекс, Великобритания. Его отец служил в ВВС США, а мать работала учителем. Его родители развелись, когда Джеймсу было 10 лет.
Джеббиа вернулся в Соединённые Штаты Америки в возрасте 19 лет.

## Карьера
В 1983 году Джеббиа переехал в Нью-Йорк, жил в съёмной квартире на Статен-Айленде. Он работал в местном магазине скейтбордов Parachute, расположенном в Сохо.
В 1989 году был открыт его первый розничный магазин Union, NYC, в котором продавались преимущественно английские бренды одежды, а с 1991 по 1994 год он сотрудничал с Шоном Стюсси.
В 1994 году Джеббиа основал магазин скейтбордов и одежды Supreme, открыл свой первый магазин на улице Лафайет в центре Манхэттена, Нью-Йорк. Сегодня бренд имеет 11 магазинов по всему миру, 1 в Лос-Анджелесе, Лондоне и Париже, 2 в Нью-Йорке и 6 в Японии.

## Личная жизнь
Джеббиа женат на Бьянке Джеббии и имеет двоих детей. В настоящее время он проживает в Уэст-Виллидж в Нижнем Манхэттене в Нью-Йорке.